# Природозащитен статус
Природозащитният статут на един вид е показател за вероятността този вид да продължи да оцелява. Много фактори се взимат под внимание, когато се определя природозащитният статут на един вид – не само количеството, но и нарастването или намаляването на популацията му като цяло, процентът на успешно даденото потомство, известни заплахи и др. Най-известните списъци с природозащитни статути в света са тези в Червената книга на Международния съюз за защита на природата.

## Класификация в Уикипедия
Статиите в Уикипедия използват следната класификация, която се основава на категориите в Червената книга от 1994 г.:
- Безопасен (БО): няма непосредствена заплаха за оцеляването на вида. Примери: човек, котка, куче, лама.
- Нисък риск (НР): предпоставки за неуспешно оцеляване; малък риск за изчезване, но не в близкото бъдеще. Разделя се на три подкатегории:
  - Зависим от защита (зщ), при която прекъсването на текущите защитни мерки може да доведе до класифицирането на вида на по-високо рисково ниво;
  - Почти застрашен (пз), близък до вписване като Уязвим, но непокриващ всички критерии,
  - най-малко грижи (мг), при която заплахи съществуват, но те не са сериозни. Примери: гигантска секвоя (НРзщ), леопард (НРмг), ягуар (НР).
- Уязвим (УЯ): съществува голям риск от изчезване до не много голям период от време. Примери: котешки лемур, голяма бяла акула.
- Застрашен (ЗА): съществува голям риск от изчезване до малък период от време. Примери: син кит, канадски овен.
- Критичен или критично застрашен (КР): съществува изключително висок риск от изчезване в най-скоро време. Примери: иберийски рис, тънкоклюн свирец.
- Изчезнал в природата (ИП): останали са само пленени от човека индивиди, но не се срещат индивиди в природата. Примери: кон на Пржевалски (подготвя се възстановяването му), едногърба камила.
- Изчезнал (ИЗ): последният индивид от вида е загинал или се предполага, че безсъмнено е загинал в недалечното минало. 1500 е годината, от която IUCN започва да отчита съвременни изчезнали видове. Примери: епиорнис, орел на Хааст, додо, моа.
- Недостатъчни данни (НД): таксонът се вписва като DD, когато няма достатъчно информация, за да се оцени риска от изчезване. Това може да стане или когато липсват сведения за големината на популациите и заплахите за тях, или когато не е точно установена валидността на таксона. Примери: бутилконос делфин, чудски сиг
- Праисторически: някъде между типовете „изчезнал“ и „фосил“. Праисторическите видове са изчезнали преди 1500, но някои екземпляри съществуват в невкаменено състояние. Това е полезно за еволюцията на човека, тъй като молекулярният анализ на тези екземпляри може да бъде съпоставен с други съвременни и праисторически екземпляри.
- Фосил: не е с природозащитен статут, а просто са известни само фосилни данни.